# Fatoumata Coulibaly
Pour les articles homonymes, voir Coulibaly.
Fatoumata Coulibaly, ou Fanta Coulibaly , est une actrice de cinéma et réalisatrice malienne, également journaliste et militante des droits des femmes, en particulier contre les mutilations génitales féminines (MGF).

## Enfance
Fatoumata Coulibaly vient d'une famille de musiciens, et sa grand-mère Bazéko Traoré était une chanteuse et une musicienne de la région de Sikasso, dont Coulibaly est aussi originaire.

## Carrière
Coulibaly a d'abord travaillé comme journaliste et présentatrice à la radio au Mali, avant d'avoir une idée pour une pièce, et d'aller voir le metteur en scène Ousmane Sow, qui a suggéré qu'elle essaie de l'écrire comme un scénario de film, comme l'a fait Cheick Oumar Sissoko.
Coulibaly a d'abord attiré l'attention internationale avec son rôle dans le film de 1997 Ngolo di papa.
Elle est diplômée de l'institut national des arts-section art dramatique (INA) du Mali en 2001.
Coulibaly a joué le rôle principal dans le film de 2004 Moolaadé de l'écrivain et réalisateur sénégalais Ousmane Sembène. Coulibaly joue le rôle de Collé Ardo Gallo Sy, la deuxième des trois femmes de son mari, dans un village du Burkina Faso, qui utilise la moolaadé ("protection magique") pour essayer de protéger les filles contre les mutilations génitales féminines (MGF). Le critique Roger Ebert a attribué au film quatre étoiles (sur quatre) : « pour moi, le meilleur film au festival de Cannes 2004, une histoire vibrante avec l'urgence et de la vie. Il affirme une position puissante et en même temps contient de l'humour, du charme et une étonnante beauté visuelle ». Coulibaly a remporté le prix de la Meilleure actrice pour son rôle de Collé, au Cinemanila International Film Festival (en) en 2005. Ce film a eu un rôle important dans la prise de conscience plus large des MGF, et Coulibaly a continué de faire campagne sur ce problème depuis.
Coulibaly a joué dans de nombreux films, séries télévisées et pièces de théâtre.
À compter de 2016, Coulibaly travaille pour l'Office de radiodiffusion télévision du Mali (ORTM).

## Filmographie
- Guimba le Tyran (1995)
- Ngolo di papa (1997)
- Aphrodite, le Jardin des Parfums (en) (1998)
- Demain et tous les jours après (2001)
- Moolaadé (2004), actrice
- Musulmans de France (2009), film documentaire
- Tourbillon à Bamako (2012)
- Paroles de femme
- Romance pour un amour mortel
- 2nd chance (2023)

## Distinctions et récompenses
- 2024: Sotigui du public africain 2024[7]
- 2024: Sotigui du meilleur acteur  de l'Afrique de l'Ouest 2024[7]